# Az elsodort falu
Az elsodort falu Szabó Dezső 1919-ben megjelent regénye. A regény három egységből áll, amelyek mind körképet adnak a háború előtti társadalomról, majd az első világháborút követő társadalmi összeomlásról.
A regény egy kitalált székelyföldi faluban, valamint három valóságos városban − Budapesten, Kolozsvárott és Ungváron − játszódik.

## Szerkezeti felépítése
A regény három fő szerkezeti egységből áll:
- Az első rész a monarchikus korszaknak azokat a történelmi, társadalmi, közhangulati tényezőit veszi számba, amelyek nyomán az ország belesodródott az első világháborúba.
- a második rész az első világháború időszakának hatalmas, széles epikai tablója: az extenzív teljesség jegyében, eposzi mértékével, a társadalom átfogó ábrázolásával, a szereplőik és környezetük részletes leírásával.
- a harmadik a nemzeti útkeresés jegyében fogant, a jövő váteszi sejtelmétől súlyos, egyszersmind a magyarság feltámadásának bizodalmát hordozza.